# Richard Steere
Richard Clarke Steere (Kansas City, Missouri, 1909.  március 5. –     Lanham, Maryland, 2001. március 17.) az Amerikai Egyesült Államok Haditengerészete katonatisztje, olimpiai bronzérmes tőrvívó.